# Thomas Kerler
Thomas Kerler (* 14. September 1965) ist ein deutscher Mathematiker und Physiker sowie Professor für Mathematik an der Ohio State University.

## Leben
Kerler wuchs im hessischen Marburg auf, wo er 1983 sein Abitur an der Elisabethschule machte. Im selben Jahr errang er den zweiten Platz bei der Internationalen Physikolympiade in Bukarest. Von 1983 bis 1986 studierte er Mathematik und Physik an der Universität Heidelberg, anschließend Mathematik und Theoretische Physik an der Eidgenössischen Technischen Universität in Zürich. 1992 wurde er an der ETH Zürich promoviert mit der Dissertation Quantum Groups, Quantum Categories and Quantum Field Theory.
1992 zog es Kerler in die Vereinigten Staaten, wo er bis 1995 als Assistenzprofessor für Mathematik an der Harvard-Universität tätig war. Seit 1996 lehrt er an der Ohio State University, zuerst als Assistenzprofessor, seit 2002 als Associate Professor und seit 2014 als Professor.

## Schriften
- Mit Volodymyr V. Lyubashenko: Non-Semisimple Topological Quantum Field Theories for 3-Manifolds with Corners. Springer, Berlin u. a. 2001, ISBN 3-540-42416-4 (Lecture Notes in Mathematics 1765).
- Mit Jürg Fröhlich: Quantum Groups, Quantum Categories and Quantum Field Theory. 2. Druck. Springer, Berlin u. a. 1994, ISBN 3-540-56623-6 (Lecture Notes in Mathematics 1542).